# Kasuistisk ret
Kasuistisk ret bygger ikke på generelle regler, men på tilfælde. Ordet kasuistisk kommer af det latinske casus, der betyder tilfælde eller tilstand. Ordet kendes i en parallel betydning i grammatik.
Sædvaneret er kasuistisk, således den gammelnordiske sædvaneret og f.eks. den albanske sædvaneret, der er beskrevet i stormanden Leke Dukagjin's kanun, beslægtet med ordet kánon.
Danske Lov (1683) er en kasuistisk lovsamling. Det samme gælder den dertil knyttede Norske Lov.
Frem til tiden for Danske Lov og Norske Lov var det almindeligt, at det var lægmænd, f.eks. tingsmedlemmer, der afgjorde retssager, ikke juridisk uddannede dommere. Efterhånden blev det læge element svækket, men er dog bevaret i form af nævninger og domsmænd. Med professionelt uddannede dommere lod det sig bedre gøre at etablere en mere principielt orienteret retspleje.
I moderne dansk ret kombineres principiel lovgivning med retsafgørelser i enkeltstående tilfælde. Lovgivningen fastsættes af Folketinget, mens retsafgørelser træffes af domstolene. Den lovgivende magt, den udøvende magt og den dømmende magt er – efter Grundloven, der er inspireret af Montesquieus princip om magtens tredeling – uafhængige af hinanden.
Retsafgørelser i sådanne enkeltstående tilfælde kan – særligt når de er truffet af den øverste retsinstans, Højesteret – danne præcedens for senere tilsvarende afgørelser. Højesteret ændrede eksempelvis 10. januar 2006 strafudmålingen i en sag om kapkørsel, der havde forårsaget manddrab. Straffen blev – omend med dommerstemmerne 5-4 – fastsat højere end efter tidligere retspraksis, men dog mildere end efter den tidligere kendelse i Østre Landsret.
Ordet kasuistisk er – i visse sammenhænge – brugt i betydningen spidsfindig, hvilket ikke er uden grund, da kasuistiske jurister havde deres styrke i kendskab til et betydeligt antal tilfælde og i deres indbyrdes styrke, når nye sager skulle behandles og afgøres.